# 협동 원리
일반적으로 사회과학, 특히 언어학에서 협동 원리(cooperative principle)는 사람들이 일반적인 사회적 상황에서 효과적인 대화 의사소통을 달성하는 방법, 즉 청취자와 화자가 협력적으로 행동하고 특정 방식으로 이해되도록 서로를 받아들이는 방법을 설명한다.
언어철학자 폴 그라이스는 자신의 화용론에서 이 개념을 도입했다.
당신이 참여하고 있는 대화의 목적이나 방향에 따라 그것이 일어나는 단계에서 요구되는 대로 기여하라.:45

즉, 말해야 할 내용을, 언제 말해야 하는지, 어떻게 말해야 하는지 말해야 한다. 이것은 그라이스의 대화의 네 가지 격률 또는 그라이스의 대화격률이며 양, 질, 관계 및 방식을 가리킨다. 대화에 참여하는 사람들이 따르는 규칙을 설명한다. 그리이스 격률을 적용하는 것은 발화, 그리고 발화로부터 이해되는 것 사이의 연관성을 설명하는 방법이다.
비록 규범적 명령으로 표현되었지만 이 원칙은 사람들이 일반적으로 대화에서 어떻게 행동하는지에 대한 설명으로 의도되었다. 레슬리 제프리스와 다니엘 매킨타이어(2010)는 그라이스의 격률을 "우리가 대화에 참여할 때 원형적으로 유지하는 가정을 요약하는 것"이라고 설명한다. 격률을 따를 것이라는 가정은 표면적으로 격률을 무시하는 것처럼 보이는 발언을 해석하는 데 도움이 된다. 이러한 조롱은 종종 발화의 의미를 더해주는 무언의 암시를 나타낸다.

## 그라이스의 대화 격률
그라이스의 대화 격률(Gricean對話格率, Gricean maxims)은 자연스러운 대화가 이루어질 수 있도록 지켜져야 하는 네 가지 대전제를 언어철학자인 폴 그라이스(Herbert Paul Grice)가 제안한 것이다.
그 격률은 아래와 같다.
- 질의 격률: 진실을 말하라
  - 네가 거짓이라고 믿는 것을 말하지 말라
  - 적절한 증거가 없는 것을 말하지 말라

(예: 다음 대화에서 ‘을’이 함축하는 내용과 직접 관계되는 것이 질의 격률인 것이다.)
```
갑: 뉴욕은 미국의 수도야. /  을: 그러면 부산이 한국의 수도다.
```

- 양의 격률: 정보를 제공하라
  - (대화의 현재 목적에) 요구되는 만큼만 정보를 제공하라
  - 너의 말이 필요 이상으로 많은 정보를 담지 않게 하라

- 관련성의 격률: 관련성 있게 말하라

- 방법의 격률: 명료하게 말하라
  - 모호한 표현을 피하라 ('Eschew obfuscation')
  - 중의성을 피하라
  - 간결하게 말하라 ("불필요하고 장황한 대화를 피하라").
  - 논리정연하게 말하라

```
(예: 다음 대화에서 '을'은 필요없이 단어를 철자로 풀어서 말했고, 이는 방법의 격률을 위반한 것이다.)
갑: 우리 멈춰서 뭐 좀 먹자. /  을: 그래. 맥도날드에 가자.
```

이 격률들은 주로 청자가 화자의 말을 들을 때 보통 하는 가정을 서술한 것이다. 꼭 이렇게 말해야 한다는 당위를 가지는 것은 아니다.
어떤 문장의 표면적인 의미가 그라이스의 대화격률에서 어긋나더라도 대화 내의 다른 정황들은 화자가 여전히 협력의 원리(Cooperative principle)를 따르고 있다는 것을 알려준다면 우리는 그 문장에 함축된 의미를 찾으려고 노력한다. 적합성의 원리(Relevance theory)가 작동하여 언급되지 않은 의미를 찾아내단는 것이다. 예를 들어 '비가 오네'라는 짧은 문장이 있을 때 그것은 양의 격률과 질의 격률을 위반한 것이다. 하지만 그때 테니스 경기중이었다면 저 문장에서 '이제 그만 멈추고 집에 가자'라는 숨은 의미를 읽을 수 있는 것이다.

## 같이 보기
- 적합성의 원리
- 화용론

## 참고 문헌
- The causal theory of perception ,H. P. Grice, In Jonathan Dancy (ed.), Aristotelian Society Supplementary Volume. Oxford University Press. pp. 121-168 ,1961